# ArenaBG.com
АренаБГ е частен торент тракер.
От края на 2007 АренаБГ започна кампания по изтриване (банване) на торенти, въз основа на оплаквания за нарушение на легални или интелектуални права. Торент тракерите се считат за свободни за използване или със стриктни правила и тъй като АренаБГ прилага частични правила и премахва множество торенти, те започнаха да придобиват лоша репутация и всъщност предлагат остаряло съдържание (1960 – 1990).

## Категории
Тракерът не е ограничен до определена форма на качване.
- Филми: XviD, DVD-R, HDTV, x264, TV-episodes, TV-Boxset, Anime&Manga, Documentaries, Blu-ray

- Под категория: Weekend Cinema
- Игри: PC ISO, PC RIP, PS2, PS3, PSP, XBOX, XBOX-360
- Музика: MP3, FLAC, APE, DTS, WavPack, Video, DVD, OST
- Софтуер: PC ISO, PDA/Smartphone, Tutorial
- Други: XXX (18+), ArenaBG.tv, Sports, e-Books, Other, 0-Day

## Цензура
На 16 март 2007 г. Главна дирекция „Борба с организираната престъпност“ (ГДБОП), по искане на Столична следствена служба, издава нареждане до по-големите български интернет доставчици да ограничат достъпа на потребителите си до сайта arenabg.com. Според доц. Нели Огнянова, експерт по медийно право, законосъобразността на издадената заповед е спорна, като е възможно въвежданата от нея практика да противоречи на Конституцията на Република България.
На 17 март Явор Колев, главен инспектор от ГДБОП, подписал спорната заповед, обявява, че тя е отменена. Според него мярката е въведена, за да бъдат защитени потребителите, макар че той не уточнява по какъв начин и от какво. На 22 март заместник-директорът на Столична следствена служба Светослав Василев заявява, че ограничението е въведено, за да се попречи на евентуална промяна на необходими на следствието данни, намиращи се на сървъра. В същото интервю той признава, че такава мярка „почти нищо не спира“.